# Junior Belfast Giants
Junior Belfast Giants je hokejový klub z Belfastu, který hrával v letech 2007 až 2009 Irskou hokejovou ligu.[zdroj?] Klub byl založen roku 2007. Jejich domovským stadionem je Dundonald Ice Bowl s kapacitou 1500 diváků. V současné době klub provozuje jen mládežnickou sekci.